# فابريتسيو فيرون
فابريتسيو فيرون (بالإيطالية: Fabrizio Ferron)‏ هو لاعب كرة قدم إيطالي في مركز حراسة المرمى، ولد في 5 سبتمبر 1965 في بولاتي في إيطاليا. لعب مع أتالانتا وإنتر ميلان وإيه سي ميلان ونادي بولونيا ونادي سامبدوريا ونادي كومو وهيلاس فيرونا.